# Aconodes piniphilus
Aconodes piniphilus är en skalbaggsart som beskrevs av Holzschuh 2003. Aconodes piniphilus ingår i släktet Aconodes och familjen långhorningar. Inga underarter finns listade i Catalogue of Life.